# Doble Vida
Doble Vida ist das vierte Studioalbum der argentinischen Rockband Soda Stereo.
Es wird oft als das New Yorker-Album der Band bezeichnet. Nicht nur weil es in der Metropole aufgenommen wurde, sondern weil der kulturelle Einfluss der Stadt einen Großteil des Sounds der Platte ausmacht. Produziert wurde das Album von Carlos Alomar, welcher jahrelang Gitarrist von David Bowie und einflussreicher Musiker war. Die Gruppe ist somit eine der ersten lateinamerikanischen Bands, die ein Album in den USA aufgenommen haben, sowie die erste Band Lateinamerikas, die in den US-Markt eingedrungen ist.
Nachdem sie 1 Million Platten verkauft haben, wurden sie von ihrem Label (damals CBS) mit einem Preis ausgezeichnet.
In der Liste, der Rolling Stone-Zeitschrift, der 100 besten Songs des argentinischen Rocks wurde (En) La Ciudad De La Furia auf Platz 48 gesetzt und der Videoclip des Songs als der Beste unter den Top Ten betitelt.

## Tracks
| # | Songname (Übersetzung)                                        | Komponist                                                | Länge |
| - | ------------------------------------------------------------- | -------------------------------------------------------- | ----- |
| 1 | Picnic En El 4°b (Picknick im Raum B)                         | Gustavo Cerati/Hector Bosio/Carlos Ficicchia             | 3:43  |
| 2 | (En) La Ciudad De La Furia (Die Stadt des Zorns)              | Gustavo Cerati                                           | 5:51  |
| 3 | Lo Que Sangra (La Cupula) (Die Sache die blutet (Die Kuppel)) | Gustavo Cerati                                           | 4:35  |
| 4 | En El Borde (Am Rand)                                         | Gustavo Cerati/Hector Bosio                              | 4:45  |
| 5 | Los Languis Wortspiel aus dem Wort Galan (der Eitle)          | Gustavo Cerati/Hector Bosio/Carlos Ficicchia/Daniel Sais | 4:01  |
| 6 | Dia Comun - Doble Vida (Normaler Tag - doppeltes Leben)       | Gustavo Cerati/Carlos Ficicchia                          | 4:41  |
| 7 | Corazon Delator (Verräterisches Herz)                         | Gustavo Cerati                                           | 5:14  |
| 8 | El Ritmo De Tus Ojos (Der Rhythmus deiner Augen)              | Gustavo Cerati/Hector Bosio                              | 3:57  |
| 9 | Terapia De Amor Intensiva (Therapie der intensiven Liebe)     | Gustavo Cerati/Carlos Ficicchia/Richard Coleman          | 5:41  |

## Doble Vida-Tour
Die Doble Vida-Tour begann am 7. Juli 1988. Insgesamt gab es 50 Konzerte.
- USA: 1
- Chile: 1
- Bolivien: 2
- Mexiko: 13
- Kolumbien: 1
- Argentinien: 32

## Singles
- Picnic En El 4° B
- (En) La Ciudad De La Furia
- Lo Que Sangra (La Cupula)

## Videoclips
- (En) La Ciudad De La Furia

## Besetzung
Soda Stereo
- Gustavo Cerati: Gitarre & Gesang
- Zeta Bosio: E-Bass & Background-Gesang
- Charly Alberti: Drums & Percussion

Gastmusiker
- Carlos Alomar: Leadgitarre in Lo Que Sangra (La Cupula), Rap in En El Borde, Background-Gesang
- Daniel Sais: Keyboard
- Gonzalo Palacios: Saxophon
- Lenny Pickett: Tenorsaxophon
- Chris Botti: Trompete
- "Lisa" Alicia Espinosa: Background-Gesang